# Alepidea attenuata
Alepidea attenuata är en flockblommig växtart som beskrevs av August Henning Weimarck. Alepidea attenuata ingår i släktet Alepidea och familjen flockblommiga växter. Inga underarter finns listade i Catalogue of Life.